# Panilleuse
Panilleuse település Franciaországban, Eure megyében. Lakosainak száma 464 fő (2018. január 1.). Panilleuse Vernon, Mézières-en-Vexin, Notre-Dame-de-l’Isle és Pressagny-l’Orgueilleux községekkel határos.

## Népesség
A település népességének változása:
| Lakosok száma | 247  | 246  | 459  | 466  | 469  | 465  | 453  | 448  | 469  | 464  |
|               | 1962 | 1968 | 1982 | 1990 | 1999 | 2008 | 2011 | 2013 | 2017 | 2018 |